# Maksim Tsjoedov
Maksim Aleksandrovitsj Tsjoedov (Russisch: Максим Александрович Чудов) (Michajlovka (Basjkirostan), 12 november 1982) is een Russische biatleet.
Hij behaalde op de wereldkampioenschappen van 2007 de zilveren medaille in de 12,5 km
achtervolging. Bij datzelfde WK won hij goud met de Russische estafetteploeg.
In zijn carrière behaalde hij tot nu toe ook een individuele wereldbekeroverwinning, op de achtervolging in Chanty-Mansiejsk in het seizoen 2006/2007.
In 2006 werd hij ook wereldkampioen op de 12,5 kilometer achtervolging tijdens de wereldkampioenschappen zomerbiatlon. Een jaar later
pakte hij zilver op de achtervolging en de sprint.

## Belangrijkste resultaten

### Wereldkampioenschappen Junioren
| Jaar | Plaats              | Resultaten                                                         |
| ---- | ------------------- | ------------------------------------------------------------------ |
| 2002 | Ridnaun-Val Ridanna | 21ste 15 km individueel · 12,5 km achtervolging · 4de 10 km sprint |
| 2003 | Kościelisko         | 15de 15 km individueel · 12,5 km achtervolging · 10 km sprint      |

### Wereldkampioenschappen
| Jaar | Plaats      | Resultaten |
| ---- | ----------- | --- |
| 2005 | Hochfilzen  | 36ste 10 km sprint 31ste 12,5 km achtervolging                                                                                               |
| 2006 | Pokljuka    | 16de 4 x 7,5 km estafette |
| 2007 | Antholz     | 13de 10 km sprint · 12,5 km achtervolging · 22ste massastart · 4 x 7,5 km estafette · 9de gemengde estafette                                 |
| 2008 | Östersund   | 10 km sprint · 12,5 km achtervolging · 5de 20 km individueel · 15 km massastart · 4 x 7,5 km estafette                                       |
| 2009 | Pyeongchang | 5de 10 km sprint · 12,5 km achtervolging · 10de 20 km individueel · 7de 15 km massastart · 6de 4 x 7,5 km estafette · 5de gemengde estafette |

### Olympische winterspelen
| Jaar | Plaats | Resultaten                                                                         |
| ---- | ------ | ---------------------------------------------------------------------------------- |
| 2006 | Turijn | 32ste 20 km individueel 15de massastart 9de 12,5 km achtervolging 9de 10 km sprint |

### Wereldbeker
Eindklasseringen
| Seizoen   | Algemeen | Individueel | Sprint | Achtervolging | Massastart |
| --------- | -------- | ----------- | ------ | ------------- | ---------- |
| 2004/2005 | 60e      |             |        |               |            |
| 2005/2006 | 13e      |             |        |               |            |
| 2006/2007 | 12e      |             |        |               |            |
| 2007/2008 | 7e       |             |        |               |            |
| 2008/2009 | 5e       |             |        |               |            |